# Клизер, Феликс
Фе́ликс Кли́зер (нем. Felix Klieser; род. 3 января 1991, Гёттинген) — немецкий валторнист, родившийся без обеих рук.

## Биография

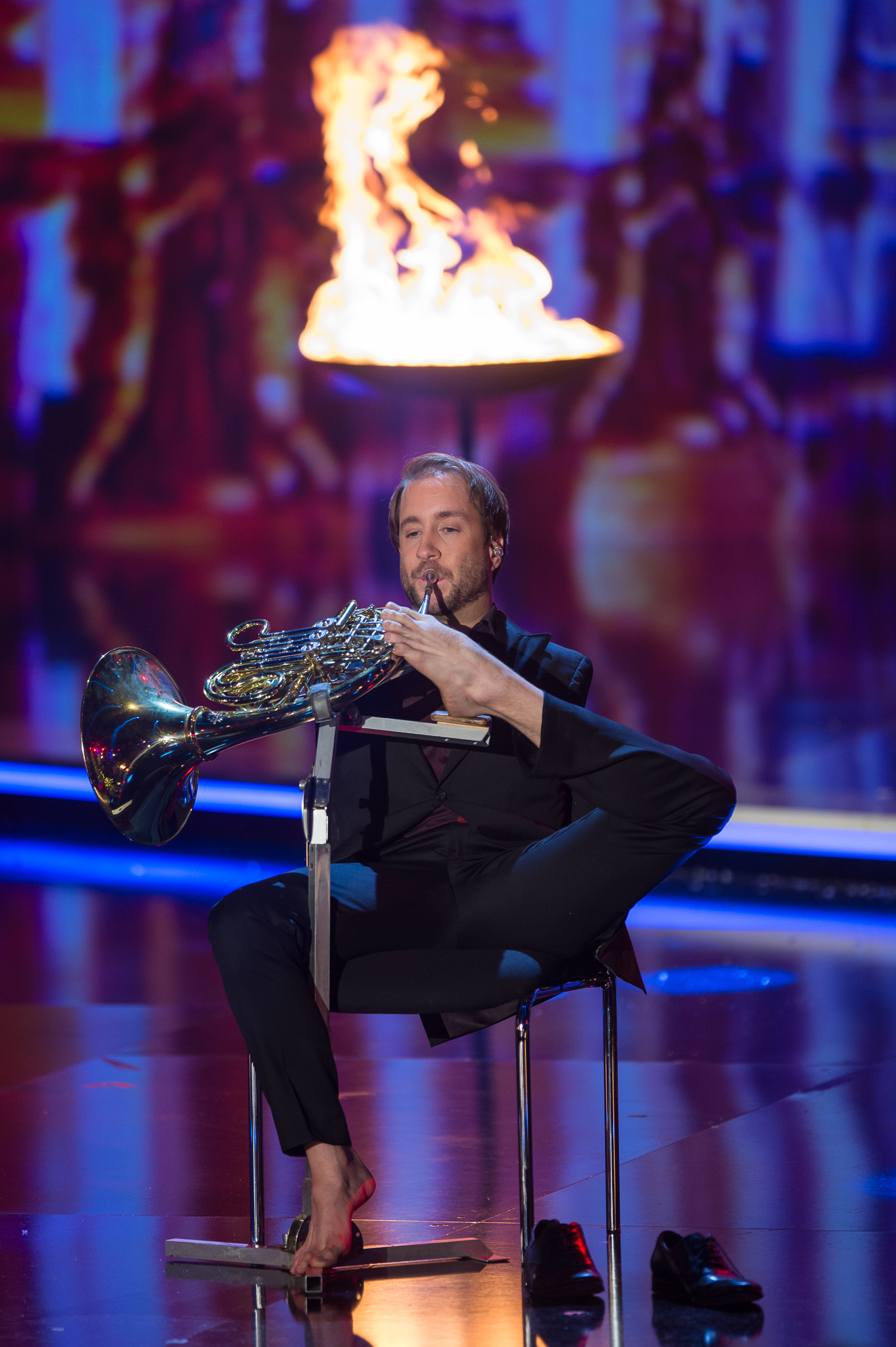
Феликс Клизер в 2017 году

Родился 3 января 1991 года в городе Гёттингене. С рождения не имеет обеих рук, поэтому для выполнения повседневных задач (в том числе и игры на валторне) использует ноги. 
В возрасте четырёх лет начал играть на валторне. В 2008 году поступил в Ганноверскую Высшую школу музыку и театра (класс Маркуса Маскунитти). В 2008—2011 годах Феликс был членом Национального молодёжного оркестра Германии, в составе которого выступал на мировых площадках.
В 2013 году представил свой дебютный альбом «Reveries», который был выпущен Berlin Classics. В 2015 году вышел его новый альбом «Horn Concertos» с концертами на валторне Иоганна Михаэля Гайдна и Вольфганга Амадея Моцарта.

## Награды
- 2014 — Премия «Echo Klassik[нем.]» в категории «Молодые деятели искусства»[5][6]
- 2016 — Премия Леонарда Бернштейна в рамках Музыкального фестиваля Шлезвиг-Гольштейна[7]